# Pinya groga

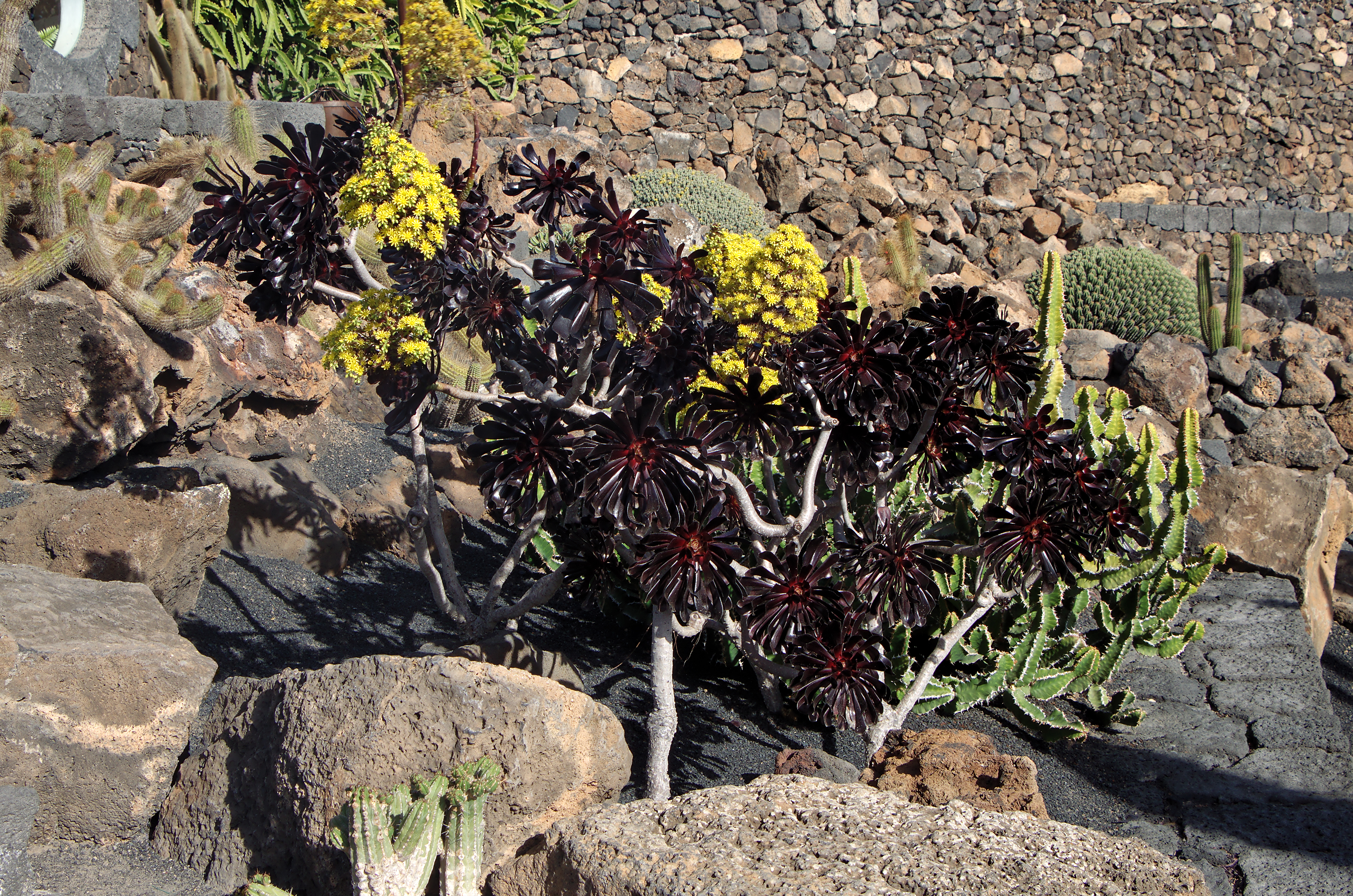
Aeonium arboreum 'Atropurpureum'

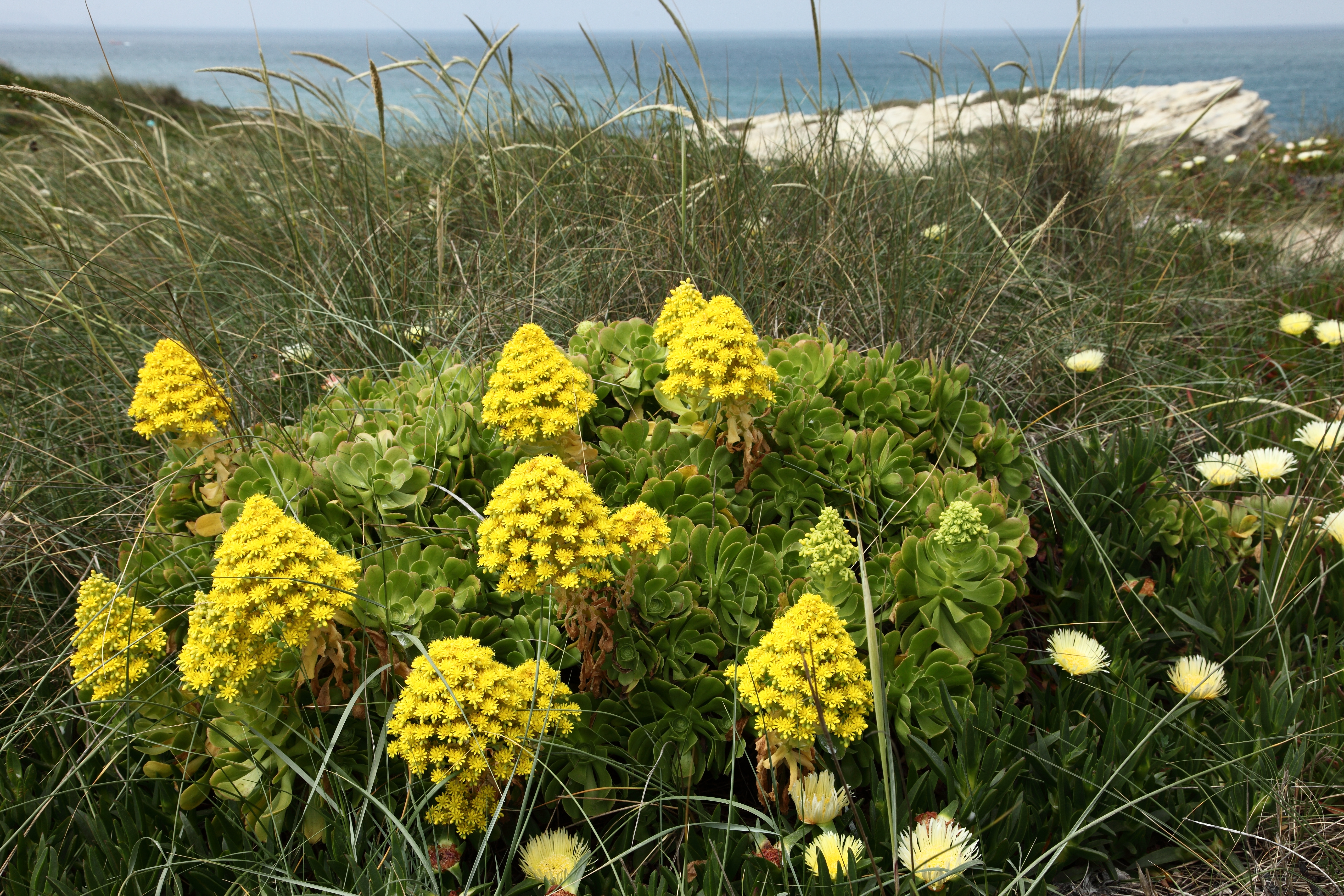
Vista de la planta

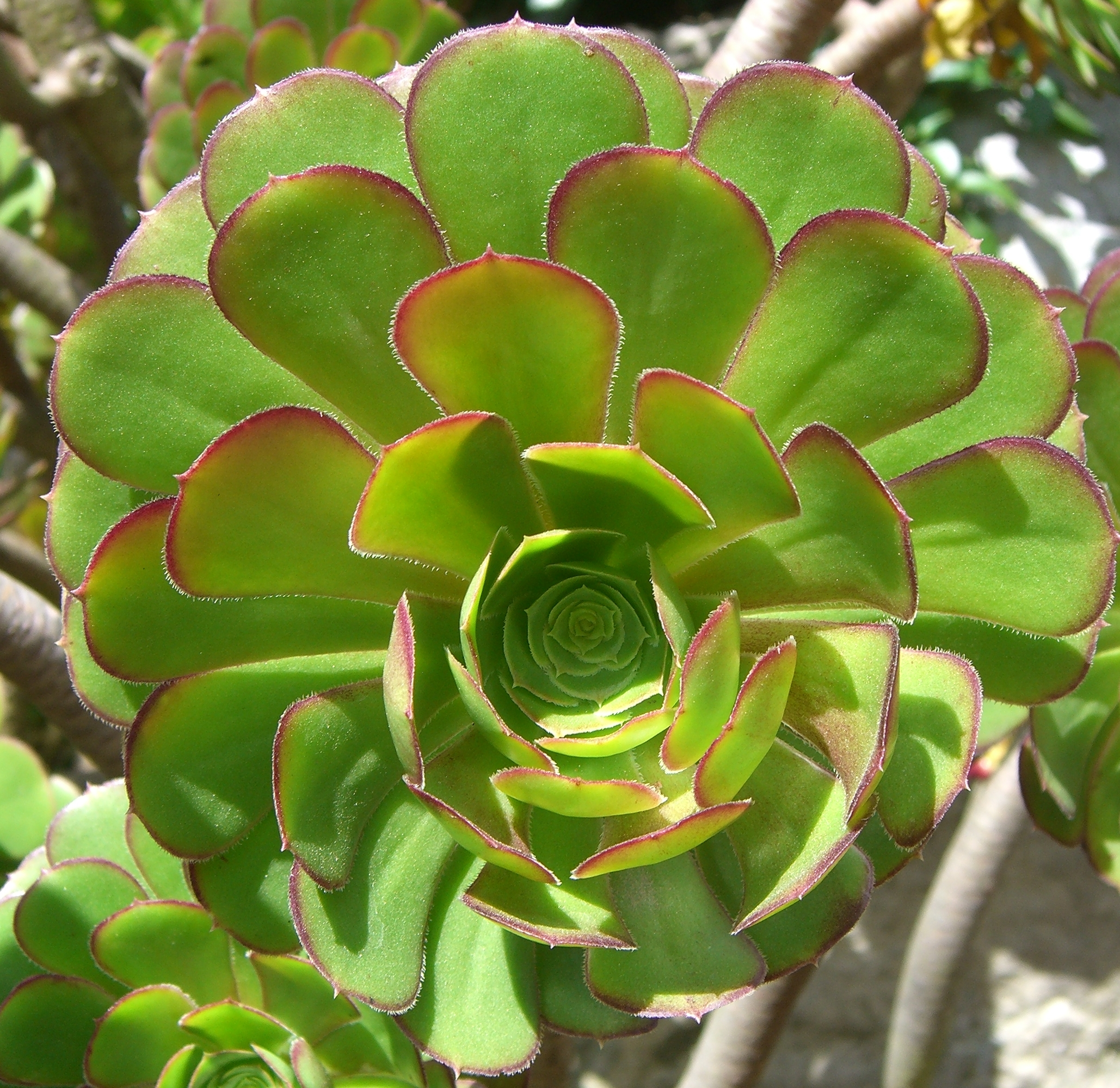
Fulles

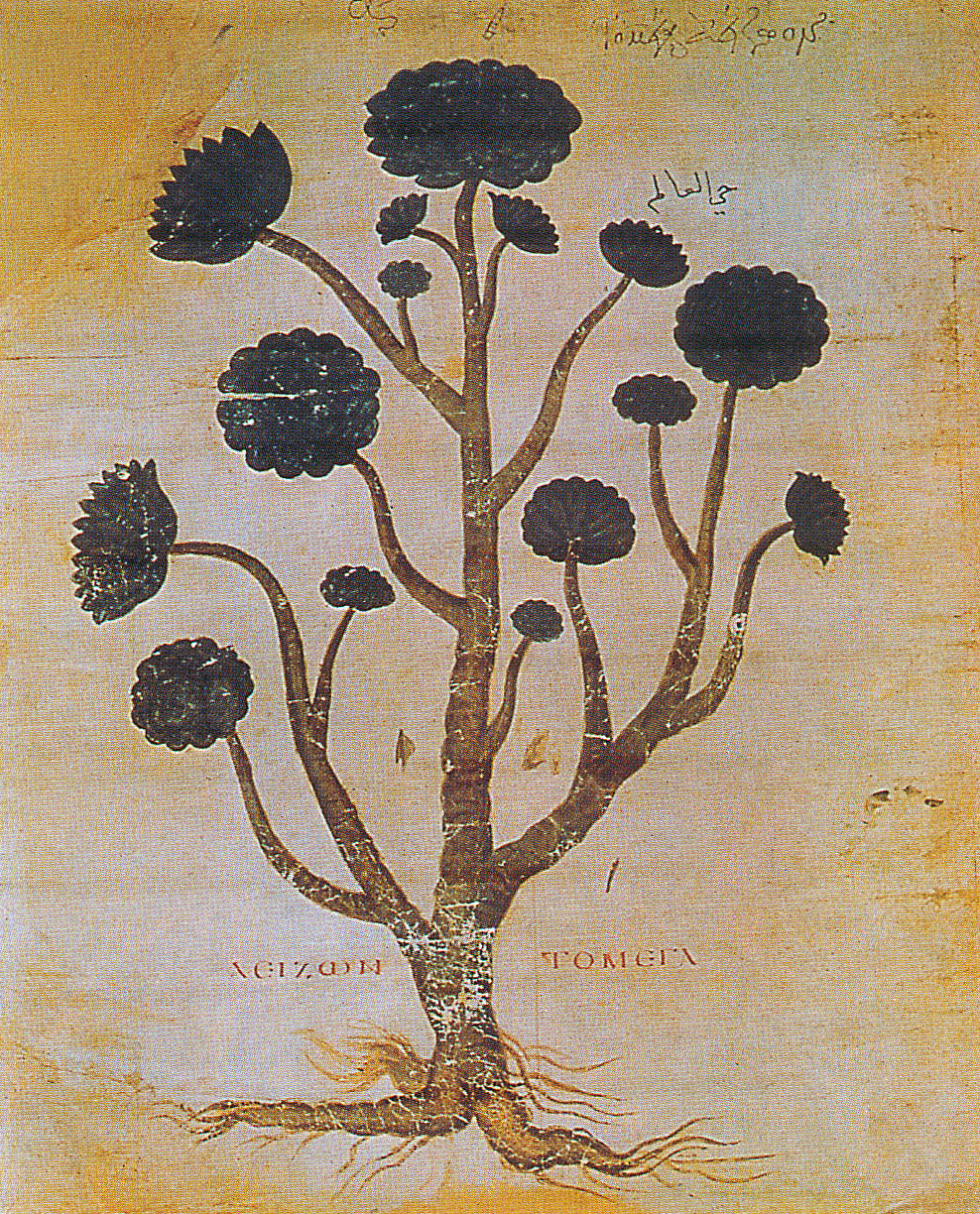
Il·lustració

La pinya groga o flor de Sant Sebastià (Aeonium arboreum) és una espècie de planta de caràcter arbustiu amb fulles suculentes del gènere Aeonium dins la família de les crassulàcies.
També pot rebre els noms d'eoni, consolda, consolva, consolva arbòria, consolva d'arbre i matafoc.

## Morfologia
És una planta suculenta que arriba a mesurar fins a 90 cm d'alçada. Les seves fulles són ramificades, bastant llargues i robustes, espatulat-allargades, de color verd brillant amb les vores porpres i amb cilis apuntant cap endavant. Les branques on s'agrupen i creixen les flors són denses i còniques. Aquestes rosetes mesuren 15-20 cm i estan situades al final de les tiges, suportant les inflorescències de 15 cm d'ample amb flors de color groc cremós que floreixen a finals d'hivern. La branca que ha florit posteriorment mor. Necessita regs poc freqüents i profunds.

## Hàbitat i distribució
És una planta pròpia de les Illes Canàries, que també habita a la costa atlàntica del Marroc. Viu a roques de penya-segats, a zones baixes i forestals, i també entre matolls de zones seques. Es desenvolupa principalment amb temperatures mitjanes de 10 °C i tolera gelades de fins a -4 °C. És bastant resistent al calor i necessita una bona quantitat de Sol.

## Taxonomia
Aeonium arboreum va ser descrita per (L.), Webb i Berthel. i publicada a Histoire Naturelle des Îles Canaries 3(2,1): 185. 1840.
Etimologia
Aeonium: és el nom genèric del llatí aeonium, aplicat per Dioscòrides a una planta crassa, probablement derivat del grec aionion, que significa "sempre viva".
arboreum: és un epítet que procedeix del llatí arboreus, que significa "amb forma d'arbre", fent al·lusió a la mida de la planta, major que la d'altres espècies del gènere.
Varietats
Hi ha quatre varietats:
- Aeonium arboreum var. albovariegatum (West) Boom
- Aeonium arboreum var. holochrysum H.Y.Liu
- Aeonium arboreum var. luteovariegatum (West) Boom
- Aeonium arboreum var. rubrolineatum (Svent.) H.Y.Liu

Cultivars
Es coneixen nombrosos cultivars, per exemple:
- Aeonium arboreum 'Zwartkop'
- Aeonium arboreum f. foliis purpureis
- Aeonium arboreum f. foliis variegatis
- Aeonium arboreum var. albivariegatum
- Aeonium arboreum var. atropurpureum
- Aeonium arboreum var. luteovariegatum
- Aeonium arboreum var. variegatum